# Coupe de Biélorussie de football 2016-2017
Navigation
Coupe de Biélorussie 2015-2016 Coupe de Biélorussie 2017-2018
La Coupe de Biélorussie 2016-2017 est la 26e édition de la Coupe de Biélorussie depuis la dissolution de l'URSS. Elle prend place entre le 11 juin 2016 et le 28 mai 2017, date de la finale au Stade Nioman de Hrodna.
Un total de 47 équipes prennent part à la compétition, cela inclut l'intégralité des clubs de la saison 2016 des trois premières divisions biélorusses à laquelle s'ajoutent cinq équipes amateurs ayant remporté leurs coupes régionales respectives, les qualifiant ainsi pour la coupe nationale.
La compétition suivant un calendrier sur deux années, contrairement à celui des championnats biélorusses qui s'inscrit sur une seule année, celle-ci se trouve de fait à cheval entre deux saisons de championnat ; ainsi pour certaines équipes promues ou reléguées durant la saison 2016, la division indiquée peut varier d'un tour à l'autre.
Le Dinamo Brest remporte sa deuxième coupe nationale à l'issue de la compétition au détriment du Chakhtior Salihorsk. Cette victoire permet au club de se qualifier pour le deuxième tour de qualification de la Ligue Europa 2017-2018 ainsi que pour l'édition 2018 de la Supercoupe de Biélorussie.

## Seizièmes de finale
Les équipes de la première division 2016 font leur entrée à ce tour.
| Date               | Locaux                      | Score                | Visiteurs                 |
| ------------------ | --------------------------- | -------------------- | ------------------------- |
| 6 juillet 2016     | FK Orcha (D2)               | 0 - 4                | (D1) FK Minsk             |
| 6 juillet 2016     | FK Slonim (D2)              | 0 - 2                | (D1) Dinamo Brest         |
| 7 juillet 2016     | Nioman-Agro Stowbtsy (D2)   | 0 - 5                | (D1) Nioman Hrodna        |
| 8 juillet 2016     | Zvyazda-BDU Minsk (D2)      | 0 - 0 ap (2 - 3 tab) | (D1) FK Haradzeïa         |
| 8 juillet 2016     | Smaliavitchy-STI (D2)       | 0 - 1                | (D1) FK Vitebsk           |
| 9 juillet 2016     | Khimik Svietlahorsk (D2)    | 0 - 4                | (D1) BATE Borisov         |
| 9 juillet 2016     | FK Smarhon (D2)             | 3 - 0                | (D1) Granit Mikachevitchy |
| 9 juillet 2016     | FK Sianno (D4)              | 0 - 1                | (D1) Naftan Novopolotsk   |
| 9 juillet 2016     | FK Baranavitchy (D2)        | 3 - 2 ap             | (D1) Belchina Babrouïsk   |
| 9 juillet 2016     | Volna Pinsk (D3)            | 0 - 4                | (D1) Torpedo Jodzina      |
| 9 juillet 2016     | Homieltchygountrans (D3)    | 2 - 1                | (D1) Krumkachy Minsk      |
| 10 juillet 2016    | Torpedo Minsk (D2)          | 0 - 2                | (D1) Slavia Mazyr         |
| 26 juillet 2016    | Vertikal Kalinkavitchy (D3) | 1 - 6                | (D1) Isloch Minsk Raion   |
| 1er septembre 2016 | FK Homiel (D2)              | 0 - 1                | (D1) Dinamo Minsk         |
| 6 septembre 2016   | FK Lida (D2)                | 0 - 2                | (D1) Chakhtior Salihorsk  |
| 14 septembre 2016  | Torpedo Mahiliow (D3)       | 0 - 4                | (D1) BATE Borisov         |

## Huitièmes de finale
| Date              | Locaux                   | Score                | Visiteurs                |
| ----------------- | ------------------------ | -------------------- | ------------------------ |
| 21 septembre 2016 | FK Baranavitchy (D2)     | 2 - 3 ap             | (D1) FK Minsk            |
| 21 septembre 2016 | FK Sloutsk (D1)          | 3 - 0                | (D2) FK Smarhon          |
| 21 septembre 2016 | Homieltchygountrans (D2) | 0 - 0 (3 - 0 tab)    | (D1) Slavia Mazyr        |
| 21 septembre 2016 | FK Haradzeïa (D1)        | 0 - 0 ap (1 - 4 tab) | (D1) Dinamo Minsk        |
| 21 septembre 2016 | Dinamo Brest (D1)        | 2 - 1                | (D1) Naftan Novopolotsk  |
| 21 septembre 2016 | Torpedo Jodzina (D1)     | 2 - 1                | (D1) FK Vitebsk          |
| 21 septembre 2016 | BATE Borisov (D1)        | 4 - 2                | (D1) Isloch Minsk Raion  |
| 21 septembre 2016 | Nioman Hrodna (D1)       | 1 - 2 ap             | (D1) Chakhtior Salihorsk |

## Quarts de finale
Les matchs aller sont joués les 12 et 15 mars 2017 tandis que les matchs retour sont joués les 18 et 19 mars 2017.
| Équipe 1              | Score  | Équipe 2                 | Aller | Retour |
| --------------------- | ------ | ------------------------ | ----- | ------ |
| Lokomotiv Homiel (D2) | 1 - 5  | (D1) Chakhtior Salihorsk | 0 - 3 | 1 - 2  |
| Dinamo Minsk (D1)     | 2 - 2E | (D1) Dinamo Brest        | 2 - 2 | 0 - 0  |
| Torpedo Jodzina (D1)  | 1 - 5  | (D1) FK Sloutsk          | 1 - 0 | 0 - 2  |
| FK Minsk (D1)         | 1 - 3  | (D1) BATE Borisov        | 0 - 1 | 1 - 2  |

## Demi-finales
Les matchs aller sont joués le 5 avril 2017 tandis que les matchs retour sont joués le 26 avril 2017.
| Équipe 1          | Score | Équipe 2                 | Aller | Retour |
| ----------------- | ----- | ------------------------ | ----- | ------ |
| Dinamo Brest (D1) | 2 - 1 | (D1) BATE Borisov        | 2 - 0 | 0 - 1  |
| FK Sloutsk (D1)   | 2 - 3 | (D1) Chakhtior Salihorsk | 1 - 2 | 1 - 1  |

## Finale
Le Chakhtior Salihorsk dispute sa septième finale de coupe depuis 2004 tandis que le Dinamo Brest atteint ce stade pour la deuxième fois de son histoire après sa victoire en 2007. Ce dernier l'emporte finalement à l'issue de la séance de tirs au but sur le score de 10-9 après un match nul un partout et remporte ainsi la coupe pour la deuxième fois de son histoire.
| Titulaires :      |                     |      |
|                   |                     |      |
| 67                | Jérémy Malherbe     |      |
| 16                | Dmitri Alisseïko    |      |
| 65                | Adrian Avrămia      |      |
| 5                 | Andreï Lebedev      |      |
| 13                | Maksim Vitus        |      |
| 46                | Alekseï Legtchiline |      |
| 8                 | Nikita Boukatkine   | 77e  |
| 10                | Maksim Tchij        | 74e  |
| 99                | Chidi Osuchukwu     | 106e |
| 23                | Leandro Torres      |      |
| 20                | Joel Fameyeh        |      |
|                   |                     |      |
| Remplaçants :     |                     |      |
| 18                | Dmitri Mozolevski   | 74e  |
| 17                | Pavel Sedko         | 77e  |
| 45                | Dickson Afoakwa     | 106e |
|                   |                     |      |
| Entraîneur :      |                     |      |
| Vladimir Jouravel |                     |      |

| Titulaires :  |                        |     |
|               |                        |     |
| 1             | Vladimir Bouchma       |     |
| 6             | Igor Bourko            |     |
| 5             | Alekseï Ianouchkevitch |     |
| 18            | Pavel Rybak            |     |
| 3             | Sergueï Matveïtchik    |     |
| 7             | Edgar Olekhnovich      |     |
| 14            | Ljuban Crepulja        |     |
| 11            | Dražen Bagarić         | 76e |
| 9             | Ilya Aleksievich       |     |
| 17            | Pyry Soiri             | 52e |
| 15            | Denis Laptev           | 81e |
|               |                        |     |
| Remplaçants : |                        |     |
| 99            | Vitali Lisakovitch     | 52e |
| 23            | Iouri Kovaliov         | 76e |
| 10            | Mikalay Yanush         | 81e |
|               |                        |     |
| Entraîneur :  |                        |     |
| Oleg Koubarev |                        |     |

| Titulaires :      |                     |      |
|                   |                     |      |
| 67                | Jérémy Malherbe     |      |
| 16                | Dmitri Alisseïko    |      |
| 65                | Adrian Avrămia      |      |
| 5                 | Andreï Lebedev      |      |
| 13                | Maksim Vitus        |      |
| 46                | Alekseï Legtchiline |      |
| 8                 | Nikita Boukatkine   | 77e  |
| 10                | Maksim Tchij        | 74e  |
| 99                | Chidi Osuchukwu     | 106e |
| 23                | Leandro Torres      |      |
| 20                | Joel Fameyeh        |      |
|                   |                     |      |
| Remplaçants :     |                     |      |
| 18                | Dmitri Mozolevski   | 74e  |
| 17                | Pavel Sedko         | 77e  |
| 45                | Dickson Afoakwa     | 106e |
|                   |                     |      |
| Entraîneur :      |                     |      |
| Vladimir Jouravel |                     |      |

| Titulaires :  |                        |     |
|               |                        |     |
| 1             | Vladimir Bouchma       |     |
| 6             | Igor Bourko            |     |
| 5             | Alekseï Ianouchkevitch |     |
| 18            | Pavel Rybak            |     |
| 3             | Sergueï Matveïtchik    |     |
| 7             | Edgar Olekhnovich      |     |
| 14            | Ljuban Crepulja        |     |
| 11            | Dražen Bagarić         | 76e |
| 9             | Ilya Aleksievich       |     |
| 17            | Pyry Soiri             | 52e |
| 15            | Denis Laptev           | 81e |
|               |                        |     |
| Remplaçants : |                        |     |
| 99            | Vitali Lisakovitch     | 52e |
| 23            | Iouri Kovaliov         | 76e |
| 10            | Mikalay Yanush         | 81e |
|               |                        |     |
| Entraîneur :  |                        |     |
| Oleg Koubarev |                        |     |